# Флатландия
«Флатла́ндия» (англ. Flatland: A Romance of Many Dimensions) — роман Эдвина Э. Эбботта, который вышел в свет в 1884 году. Этот научно-фантастический роман считается полезным для людей, изучающих, например, понятия о других пространственных измерениях или гиперпространствах. Как литературное произведение роман ценится из-за сатиры на социальную иерархию викторианского общества. Айзек Азимов в предисловии к одной из многих публикаций романа написал, что это «лучшее введение в способ восприятия измерений, которое может быть найдено».
По этой книге было снято несколько фильмов, короткометражный фильм 1965 года и два одноимённых художественных фильма 2007 года, в России известных как «Плоский мир». Другие попытки были короткометражными или экспериментальными фильмами, в том числе кинокартина Дадли Мура, а также другой фильм с Мартином Шином.
Перевод «Флатландии» на русский язык был издан в 1976 году.

## Содержание

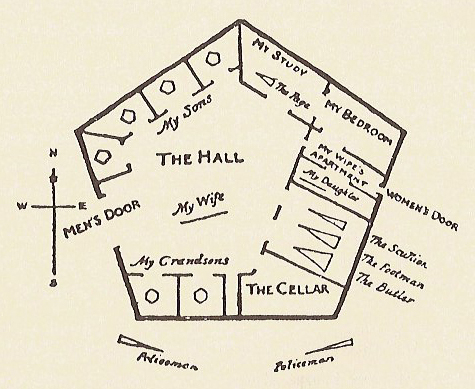
Собственный дом, каким увидел его Квадрат из третьего измерения.

Действие романа происходит в двумерном мире под названием Флатландия. Безымянный рассказчик, скромный квадрат (социальная группа джентльменов во Флатландии), показывает читателю различные сферы жизни в двух измерениях. Квадрат видит сон о посещении одномерного мира (Лайнландии), и пытается доказать невежественному монарху Лайнландии существование второго измерения, но находит, что невозможно вынудить его посмотреть за пределы своей вечно прямой линии.

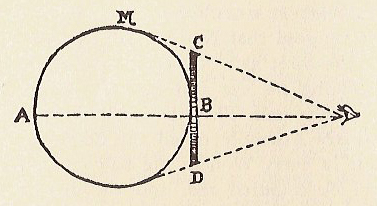
Сфера, с точки зрения Квадрата — Окружность

Затем рассказчика посещает трёхмерная сфера, суть которой он не может постигнуть, пока не увидит Пространство собственными глазами. Эта сфера, которая остаётся безымянной, посещает Флатландию в начале каждого тысячелетия (по календарю флатландцев только что наступил 2000 год), чтобы ознакомить нового апостола-флатландца с третьим измерением, в надежде, в конечном счёте, убедить население Флатландии в существовании Трёхмерного Пространства. Из безопасности Пространства Сфера и Квадрат могут тайно наблюдать за лидерами Флатландии, которые на собрании Высшего Совета негласно признают существование сферы и предписывают усмирение любого флатландца, который станет проповедовать правду о Пространстве и третьем измерении. После того, как это было провозглашено, многих из свидетелей было приказано заключить в тюрьму или казнить.

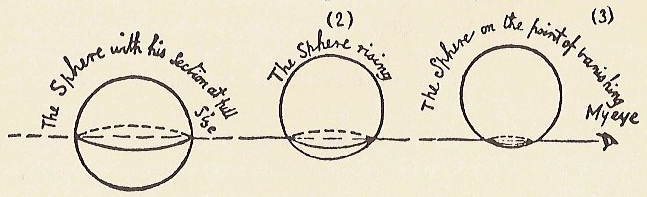
Непостижимая Квадратом тайна третьего измерения на примере прохождения сферы через плоскость. Герой наблюдает уменьшение Окружности до точки и её исчезновение

После того, как Квадрат начинает явно представлять новое ему измерение, он пробует убедить Сферу в теоретической возможности существования четвёртого (а также пятого, шестого и т. д.) пространственного измерения. Трёхмерная Сфера, оскорблённая этой гипотезой, возвращает своего ученика назад, во Флатландию, в позоре.
Затем Квадрату снится, что Сфера посещает его снова для того, чтобы представить ему Пойнтландию. Точка (единственный обитатель, монарх и Вселенная, всё в одном) представляет любую попытку связи с ним, как собственную мысль в своём Всемогущем уме. (см. Солипсизм)
Квадрат признаёт связь между невежеством монархов Пойнтландии и Лайнландии со своим собственным предыдущим невежеством, а также невежеством Сферы, при отрицании существования других измерений. Когда Квадрат вернулся во Флатландию, он нашёл невероятно трудным убедить кого-либо в том, что существует Трёхмерное Пространство, особенно после того, как официальные лица заявили, что любой, кто станет проповедовать «ложь трёх измерений», будет пожизненно заключён в тюрьму (или казнён, в зависимости от статуса в обществе). В итоге, Квадрата сажают в тюрьму именно по этой причине, откуда он и ведёт повествование.

## Социальная иерархия
Положение индивида на социальной лестнице Флатландии зависит от количества углов у этого индивида. На нижней ступени стоят женщины, представляющие собой чрезвычайно сплющенные параллелограммы, вследствие чего выглядят одномерными отрезками прямых. Далее идут равнобедренные треугольники, имеющие один острый угол и являющиеся солдатами этого мира. Продолжают иерархию равносторонние треугольники, квадраты, пятиугольники, шестиугольники и т. д., занимающие всё более высокое положение в обществе, вплоть до (почти) окружностей, имеющих огромное количество углов и находящихся на высших постах страны.

## Сферландия
Вдохновлённый Флатландией, нидерландский математик Дионис Бюргер (1892—1987) написал продолжение — роман «Сферландия».